# Serobe
Le serobe est un mets traditionnel du Botswana composé de poumons et d'intestins de vache, de mouton ou de chèvre cuits jusqu'à ce qu'ils soient tendres. La viande est coupée en petits morceaux et cuits deux fois jusqu'à ce qu'ils soient propres à la consommation, les pattes de ces animaux pouvant être rajoutées au plat. Les intestins sont  assaisonnés avec des épices et de la poudre de curry.